# فوريورية
فوريورية أو الفوريورية (بالإنجليزية: Fourierism) وتُنطق (/ˈfʊəriərɪzəm/) هي مجموعة منهجية من المعتقدات الاقتصادية والسياسية والاجتماعية التي تبناها لأول مرة المفكر الفرنسي تشارلز فورييه (1772-1837). استناداً إلى الإيمان بحتمية الجمعيات المجتمعية للأشخاص الذين عملوا وعاشوا معاً كجزء من المستقبل البشري، أشار أنصار فورييه الملتزمين إلى مذاهبه على أنها تكوين الجمعيات. اعتبر سياسيون واقتصاديون معاصرون في العديد من الأبحاث الفوريوريه شكل من أشكال الاشتراكية الطوباوية -عبارة تحافظ على إيحاءات تحقيرية خفيفة-.
لم تُختبر الفوريورية عملياً أثناء حياة فورييه لكنها تمتعت بازهار قصير في الولايات المتحدة الأمريكية خلال منتصف أربعينيات القرن التاسع عشر ويرجع ذلك إلى حد كبير إلى جهود الأمريكي ألبرت بريسبان [الإنجليزية] (1809-1890) إضافة لاتحاد النقابيون الأمريكي، لكنهم فشلوا في النهاية كنموذج اجتماعي واقتصادي.[بحاجة لمصدر] تم إحياء النظام لفترة وجيزة في منتصف خمسينيات القرن التاسع عشر بواسطة فيكتور كونسايدرانت [الإنجليزية] (1808–1893)وهو تلميذ فرنسي لفورييه حاول دون جدوى إعادة إطلاق النموذج في تكساس في خمسينيات القرن التاسع عشر.